# Jean-Léonce Dupont
Pour les articles homonymes, voir Dupont ou Dupond.
Ne pas confondre avec Léonce Dupont (1828-1884).
Jean-Léonce Dupont, né le 31 janvier 1955 à Bayeux (Calvados), est un homme politique français, président du conseil départemental du Calvados depuis 2011 et sénateur du Calvados de 1998 à 2017 avec la fonction de vice-président du Sénat.

## Biographie

### Carrière professionnelle
Après des études supérieures d'économie et l'obtention d'un DEA, ainsi que d'un diplôme d'études comptables supérieures, Jean-Léonce Dupont travaille comme enseignant et comptable avant de rejoindre un cabinet d'assurances. Il travaille ensuite au conseil régional de Basse-Normandie comme chargé de mission puis directeur de cabinet du président. De 1988 à 1998, il est directeur d'écoles de commerce international.

### Carrière politique
Il entame très tôt sa carrière politique en créant une section des Jeunes Giscardiens à Bayeux. Élu conseiller municipal, il devient adjoint, puis premier adjoint au maire, enfin maire de Bayeux de juin 1995 à mars 2001, fonction qu'il doit abandonner pour se conformer aux règles de non-cumul des mandats.
Élu en mars 1998 au conseil général du Calvados, dans le canton de Bayeux, il est premier vice-président de 2001 à 2011 aux côtés d'Anne d'Ornano, à laquelle il succède à la présidence le 31 mars 2011,,. À ce titre, il préside Calvados habitat.
Le 27 septembre 1998, il est élu sénateur du Calvados et réélu le 21 septembre 2008 avec 1 035 voix, soit 54,53 % des voix. Il est vice-président, puis membre du conseil exécutif du groupe UDI - UC, membre de la Délégation parlementaire pour l'Union européenne, secrétaire du Sénat entre 2004 et 2008 et vice-président de la haute Assemblée depuis novembre 2008.
Il est réélu le 28 septembre 2014.
Ancien adhérent du Pôle républicain, indépendant et libéral, il est vice-président du Nouveau Centre depuis 2007 et président de la fédération UDI du Calvados depuis 2013.
Il participe à la Commission de réflexion sur l'avenir des personnels de l'enseignement supérieur, présidée par le conseiller d'État Rémy Schwartz, et qui rend son rapport public en juin 2008.
Ancien membre de la Commission de surveillance et de contrôle des publications destinées à l'enfance et à l'adolescence,
il est enfin membre du CNESER, du conseil d'administration du CNOUS et fut président de la Fédération des entreprises publiques locales de 2011 à 2014. Il est membre du Conseil national d'évaluation du système scolaire (CNESCO).
En mars 2015, il est élu conseiller départemental du canton de Bayeux en tandem avec Mélanie Lepoultier. Ils ont pour suppléants Marie-Laure Aumond et Arnaud Tanquerel. Le 2 avril suivant, il est élu à la présidence du département.
Il fait partie de la direction de Les Centristes à la suite de la fusion du Nouveau Centre et des « Bâtisseurs de l'UDI » en décembre 2016.
En octobre 2017, Jean-Léonce Dupont privilégie pour des raisons de cumuls de mandat sa fonction de président du conseil laissant sa place au Sénat à sa suppléante Sonia de La Provôté.
Il est président de la commission Finances et Fiscalité locales à l'Assemblée des départements de France.

## Distinctions
- Chevalier de la Légion d'honneur (nommé en 2021, reçu dans l'ordre le 25 mars 2022).
- Chevalier de l'ordre du Mérite maritime (2025)[16].